# Cartoon Network Oroszország és Délkelet-Európa
A Cartoon Network Oroszország és Délkelet-Európa (oroszul: Cartoon Network Россия и Юго-Восточная Европа, bolgárul: Cartoon Network Русия и Югоизточна Европа) a Cartoon Network rajzfilmadó orosz-délkelet-európai adásváltozata. 1993. szeptember 17-e óta elérhető Oroszországban és a Balkán-félszigeten, de ekkor még csak az adó páneurópai változatát lehetett fogni angol nyelven. 2009. október 1-jén indult el e változat sugárzása. A csatorna Oroszországban, a Kaukázusban és a Balkán-félszigeten érhető el oroszul, bolgárul és angolul.
A bolgár és az orosz reklámok egymástól kép- és hangsávokon is el vannak választva.

## Története
Ez a változat 2009. október 1-jén vált ki a CN Európából. 2010 szeptemberében elindult a blogár honlap, egy hónappal később pedig az orosz is. 2010. november 26-án megváltozott az arculat és a logó, a Check it. arculat lépett életbe. 2011 márciusától van 24 órás változata is, de sok helyen még a TCM-mel osztott 15 órás adást továbbították egészen 2014. január 1-jéig, amikor az egész régióban 24 órás lett a csatorna.
2022. március 9-én a csatorna a Boomerang és a Discovery csatornákkal együtt felfüggesztette adását Oroszországban a WarnerMedia Oroszország Ukrajnával kapcsolatos lépéseire hivatkozva.

## Műsorai
Nagyrészt azokat a műsorokat sugározza, mint a magyar Cartoon Network. Néhány műsorszám láthatók voltak más bolgár csatornákon is, amíg el nem indult a CN bolgárul.